# کولتتوریتالو
کولتْتوریتالو (فنلاندی: Kulttuuritalo, سوئدی: Kulturhuset) ساختمانی در آلپیلا، هلسینکی، فنلاند است. این ساختمان توسط آلوار آلتو طراحی شده‌است و یکی از آثار اصلی او محسوب می‌شود.

## ساختمان
این ساختمان ترکیبی از یک سالن کنسرت، یک ساختمان اداری و یک مرکز سخنرانی-تئاتر است که این دو را به هم متصل می‌کند.

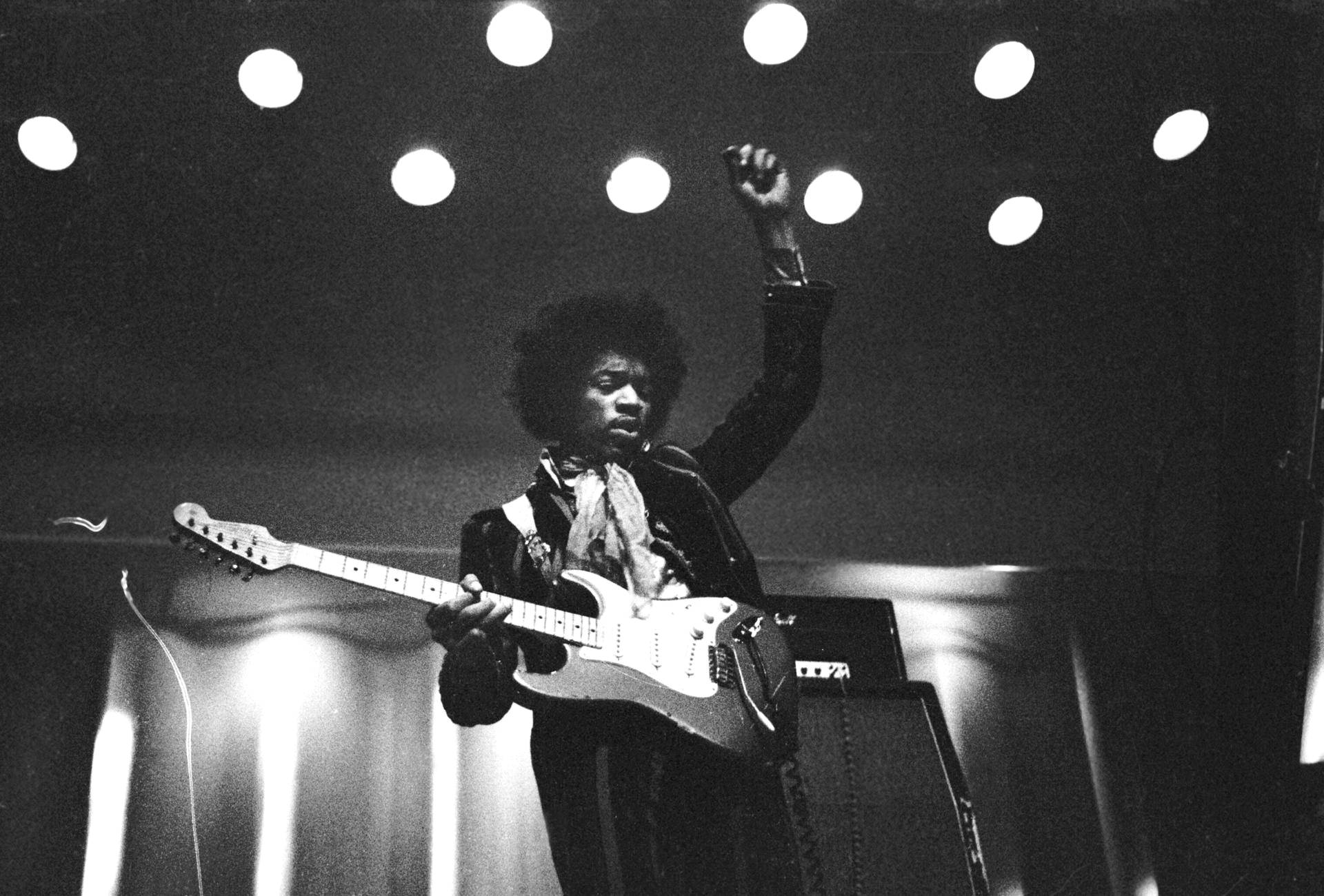
جیمی هندریکس در حال اجرا درکولتْتوریتالو در ۲۲ مه ۱۹۶۷

از هنرمندان مشهوری که در این مکان بازی کرده‌اند می‌توان به جیمی هندریکس در سال ۱۹۶۷، کرم در سال ۱۹۶۷، لد زپلین در سال ۱۹۷۰، فرانک زاپا و کوئین در سال ۱۹۷۴، ای‌سی/دی‌سی در سال ۱۹۷۷، رامونز در سال‌های ۱۹۷۷ و ۱۹۹۰، تینا ترنر در سال ۱۹۸۸ و متالیکا در سال ۱۹۸۸ اشاره کرد. هانوی راکس و لئونارد کوهن در سال ۱۹۸۵، جانی وینتر در سال ۱۹۸۷، آیرون میدن در سال ۱۹۹۵، لیدی گاگا در سال ۲۰۰۹، استراتواریوس و هلووین در سال ۲۰۱۰ نیز در این مکان اجرا داشتند.